# NGC 7321
NGC 7321 ist eine Balken-Spiralgalaxie vom Hubble-Typ SBb Sternbild Pegasus am Nordsternhimmel. Sie ist schätzungsweise 328 Millionen Lichtjahre von der Milchstraße entfernt.
Das Objekt wurde am 17. November 1784 von William Herschel entdeckt.